# 다카라즈카 가극단 87기생
다카라즈카 가극단 87기생은 1999년 4월에 다카라즈카 음악학교에 입학, 2001년 3월에 다카라즈카 가극단에 입단한 42명을 가리킨다.

## 개요
초무대의 연목은 소라구미 공연 「베르사이유의 장미2001 -페르젠과 마리 앙트와네트편-」이다.
2018년, 사오 쿠라마, 아야즈키 세리가 퇴단함에 따라 87기생 전원 퇴단하였다.
| 신인공연      | 바우홀          | 동상공연      | 전국투어      | 대극장        | 에트와르        | 부조장        |
| ------------- | --------------- | ------------- | ------------- | ------------- | --------------- | ------------- |
| 류 마사키     | 류 마사키       | 류 마사키     | 사기리 세이나 | 사기리 세이나 | 유메노 세이카   | 아야즈키 세리 |
| 사기리 세이나 | 사기리 세이나   | 사기리 세이나 |               | 카즈네 미오   | 사오 쿠라마     |               |
| 유메노 세이카 | 유메노 세이카   | 사오 쿠라마   |               |               | 카시로 시호     |               |
| 사오 쿠라마   | 사오 쿠라마     | 카시로 시호   |               |               | 하츠히메 사아야 |               |
| 카시로 시호   | 카시로 시호     |               |               |               | 하루카 미도리   |               |
| 하루카 미도리 | 하츠히메 사아야 |               |               |               | 오토하나 유리   |               |
| 카즈네 미오   | 하루카 미도리   |               |               |               | 카즈네 미오     |               |
| 사키하나 안   | 카즈네 미오     |               |               |               |                 |               |
|               | 사키하나 안     |               |               |               |                 |               |

## 주요 학생

### OG
- 류 마사키 : 전 츠키구미 톱스타
- 사기리 세이나 : 전 유키구미 톱스타
- 유메노 세이카 : 전 유키구미 남역
- 사오 쿠라마 : 전 전과 남역
- 카시로 시호 : 전 하나구미 여역
- 하루카 미도리 : 전 유키구미 여역
- 카즈네 미오 : 전 소라구미 여역
- 사키하나 안 : 전 소라구미 여역

## 일람
| 예명            | 생일 | 출신지                   | 출신 학교                         | 예명의 유래                                | 애칭                           | 역할 | 퇴단년도 | 비고                                        |
| --------------- | ---- | ------------------------ | --------------------------------- | ------------------------------------------ | ------------------------------ | ---- | -------- | ------------------------------------------- |
| 瑠音舞佳        |      | 오사카부 오사카시        | 유리가쿠인중학교                  |                                            | 루네루네, 요치코               | 남역 | 2003년   |                                             |
| 루네 마이카     |      | 오사카부 오사카시        | 유리가쿠인중학교                  |                                            | 루네루네, 요치코               | 남역 | 2003년   |                                             |
| 沙央くらま      |      | 도쿄도 나카노구          | 묘죠가쿠엔중학교                  | 셰익스피어의 일본식 이름 「샤오오 (沙翁)」 | 코마, 쿠라마                   | 남역 | 2018년   |                                             |
| 사오 쿠라마     |      | 도쿄도 나카노구          | 묘죠가쿠엔중학교                  | 셰익스피어의 일본식 이름 「샤오오 (沙翁)」 | 코마, 쿠라마                   | 남역 | 2018년   |                                             |
| 華城季帆        |      | 시즈오카현 후지시        | 시즈오카현립 요시하라고등학교     |                                            | 나루                           | 여역 | 2006년   |                                             |
| 카시로 키호     |      | 시즈오카현 후지시        | 시즈오카현립 요시하라고등학교     |                                            | 나루                           | 여역 | 2006년   |                                             |
| 鶴美舞夕        |      | 아이치현 츠시마시        | 아이치슈쿠토쿠고등학교            |                                            | 도이, 마유, 오토상             | 남역 | 2015년   |                                             |
| 츠루미 마유     |      | 아이치현 츠시마시        | 아이치슈쿠토쿠고등학교            |                                            | 도이, 마유, 오토상             | 남역 | 2015년   |                                             |
| 美夢ひまり      |      | 도쿄도 타치카와시        | 케이메이가쿠엔                    | 은사에게 한글자 받음                       | 히마리, 히마링, 쥬리           | 여역 | 2011년   |                                             |
| 미유메 히마리   |      | 도쿄도 타치카와시        | 케이메이가쿠엔                    | 은사에게 한글자 받음                       | 히마리, 히마링, 쥬리           | 여역 | 2011년   |                                             |
| 音花ゆり        |      | 효고현 다카라즈카시      | 히바리가오카가쿠인중학교          | 본명                                       | 유리, 코로, 포치               | 여역 | 2015년   | 엄마 아케호 메미 (62) 동생 배우 아이부 사키 |
| 오토하나 유리   |      | 효고현 다카라즈카시      | 히바리가오카가쿠인중학교          | 본명                                       | 유리, 코로, 포치               | 여역 | 2015년   | 엄마 아케호 메미 (62) 동생 배우 아이부 사키 |
| 紫水梗華        |      | 오사카부 오사카시        | 오사카국제오오와다고등학교        |                                            | 후지코                         | 여역 | 2007년   |                                             |
| 시미즈 쿄카     |      | 오사카부 오사카시        | 오사카국제오오와다고등학교        |                                            | 후지코                         | 여역 | 2007년   |                                             |
| 和音美桜        |      | 오사카부 오사카시        | 코난여자중학교                    |                                            | 탓칭                           | 여역 | 2008년   |                                             |
| 카즈네 미오     |      | 오사카부 오사카시        | 코난여자중학교                    |                                            | 탓칭                           | 여역 | 2008년   |                                             |
| 八雲美佳        |      | 오이타현 분고오노시      | 지유노모리가쿠엔 고등부           |                                            | 키미, 야쿠모                   | 남역 | 2008년   |                                             |
| 야쿠모 미카     |      | 오이타현 분고오노시      | 지유노모리가쿠엔 고등부           |                                            | 키미, 야쿠모                   | 남역 | 2008년   |                                             |
| 晴華みどり      |      | 토치기현 카미츠가군      | 고쿠가쿠인대학 토치기고등학교     |                                            | 카오리                         | 여역 | 2011년   |                                             |
| 하루카 미도리   |      | 토치기현 카미츠가군      | 고쿠가쿠인대학 토치기고등학교     |                                            | 카오리                         | 여역 | 2011년   |                                             |
| 綾月せり        |      | 시바현 이치카와시        | 오오츠마고등학교                  |                                            | 마유미, 파-비, 세리            | 남역 | 2018년   |                                             |
| 아야즈키 세리   |      | 시바현 이치카와시        | 오오츠마고등학교                  |                                            | 마유미, 파-비, 세리            | 남역 | 2018년   |                                             |
| 彩橋みゆ        |      | 도쿄도 타마시            | 도쿄도립 진다이고등학교           |                                            | 도레미쨩, 미유, 마미코         | 여역 | 2007년   |                                             |
| 아야하시 미유   |      | 도쿄도 타마시            | 도쿄도립 진다이고등학교           |                                            | 도레미쨩, 미유, 마미코         | 여역 | 2007년   |                                             |
| 萌花ゆりあ      |      | 와카야마현 와카야마시    | 와카야마대학교육학부 부속중학교   |                                            | 마이마이, 유리아               | 여역 | 2016년   | 동생 모에노 리리아 (89)                     |
| 모에카 유리아   |      | 와카야마현 와카야마시    | 와카야마대학교육학부 부속중학교   |                                            | 마이마이, 유리아               | 여역 | 2016년   | 동생 모에노 리리아 (89)                     |
| 白帆凜          |      | 사이타마현 소카시        | 공립여자고등학교                  |                                            | 오토                           | 남역 | 2007년   |                                             |
| 시라호 린       |      | 사이타마현 소카시        | 공립여자고등학교                  |                                            | 오토                           | 남역 | 2007년   |                                             |
| 咲花杏          |      | 교토부 교토시 우쿄구     | 교토외국어대학부속 니시고등학교   |                                            | 사키 안코 사키앙               | 여역 | 2007년   |                                             |
| 사키하나 안     |      | 교토부 교토시 우쿄구     | 교토외국어대학부속 니시고등학교   |                                            | 사키 안코 사키앙               | 여역 | 2007년   |                                             |
| 南帆サリ        |      | 치바현 카시와시          | 쥬몬지가쿠엔                      |                                            | 아벳치, 아베층, 오카상         | 여역 | 2008년   |                                             |
| 미나호 사리     |      | 치바현 카시와시          | 쥬몬지가쿠엔                      |                                            | 아벳치, 아베층, 오카상         | 여역 | 2008년   |                                             |
| 星紀はんな      |      | 카나가와현 카와사키시    | 오오니시가쿠엔                    |                                            | 도르체, 데리야미               | 남역 | 2007년   |                                             |
| 세이리 한나     |      | 카나가와현 카와사키시    | 오오니시가쿠엔                    |                                            | 도르체, 데리야미               | 남역 | 2007년   |                                             |
| 初姫さあや      |      | 도쿄도 신주쿠시          | 카와무라가쿠엔                    |                                            | 사-야                          | 여역 | 2013년   |                                             |
| 하츠히메 사아야 |      | 도쿄도 신주쿠시          | 카와무라가쿠엔                    |                                            | 사-야                          | 여역 | 2013년   |                                             |
| 早霧せいな      |      | 나가사키현 사세보시      | 나가사키현립 사세보니시고등학교   |                                            | 치기                           | 남역 | 2017년   |                                             |
| 사기리 세이나   |      | 나가사키현 사세보시      | 나가사키현립 사세보니시고등학교   |                                            | 치기                           | 남역 | 2017년   |                                             |
| 夢乃聖夏        |      | 사가현 타쿠시            | 타구시립츄우오중학교              |                                            | 토모밍, 무스코, 고루고         | 남역 | 2015년   |                                             |
| 유메노 세이카   |      | 사가현 타쿠시            | 타구시립츄우오중학교              |                                            | 토모밍, 무스코, 고루고         | 남역 | 2015년   |                                             |
| 日向燦          |      | 오사카부 카와치나가노시  | 카와시나가노시립 미카노다이중학교 |                                            | 마메                           | 남역 | 2009년   |                                             |
| 히나타 산       |      | 오사카부 카와치나가노시  | 카와시나가노시립 미카노다이중학교 |                                            | 마메                           | 남역 | 2009년   |                                             |
| 舞羽恵          |      | 코치현 나카무라시        | 가쿠게이고등학교                  |                                            | 오다니, 메구밍                 | 여역 | 2005년   |                                             |
| 마이하 메구미   |      | 코치현 나카무라시        | 가쿠게이고등학교                  |                                            | 오다니, 메구밍                 | 여역 | 2005년   |                                             |
| 花緒このみ      |      | 도쿄도 세타가야구        | 코세이가쿠엔여자고등학교          |                                            | 토키                           | 여역 | 2006년   |                                             |
| 하나오 코노미   |      | 도쿄도 세타가야구        | 코세이가쿠엔여자고등학교          |                                            | 토키                           | 여역 | 2006년   |                                             |
| 紫陽レネ        |      | 카나가와현 후지사와시    | 쇼난공업대학부속고등학교          |                                            | 레나 (아시베), 로미히-, 레나보 | 남역 | 2009년   |                                             |
| 시요 레네       |      | 카나가와현 후지사와시    | 쇼난공업대학부속고등학교          |                                            | 레나 (아시베), 로미히-, 레나보 | 남역 | 2009년   |                                             |
| 美牧冴京        |      | 아이치현 치타시          | 나고야단기대학 부속고등학교       | 아빠의 출신지                              | 리사, 릿쨩                     | 남역 | 2009년   |                                             |
| 미마키 사쿄     |      | 아이치현 치타시          | 나고야단기대학 부속고등학교       | 아빠의 출신지                              | 리사, 릿쨩                     | 남역 | 2009년   |                                             |
| 華乃星矢        |      | 도쿄도 이타바시구        | 일본여자대학부속고등학교          |                                            | 눗카, 눗캬                     | 남역 | 2003년   |                                             |
| 카노 세이야     |      | 도쿄도 이타바시구        | 일본여자대학부속고등학교          |                                            | 눗카, 눗캬                     | 남역 | 2003년   |                                             |
| 鞠輝とわ        |      | 미에현 츠시              | 미에현립츠히가시고등학교          |                                            | 나나, 나나호, 토왓치           | 여역 | 2009년   |                                             |
| 마리키 토와     |      | 미에현 츠시              | 미에현립츠히가시고등학교          |                                            | 나나, 나나호, 토왓치           | 여역 | 2009년   |                                             |
| 白鳥かすが      |      | 이시카와현 카나자와시    | 세이료고등학교                    |                                            | 치아키, 챠-                    | 남역 | 2008년   |                                             |
| 시라토리 카스가 |      | 이시카와현 카나자와시    | 세이료고등학교                    |                                            | 치아키, 챠-                    | 남역 | 2008년   |                                             |
| 龍真咲          |      | 오사카부 히가시오사카시  | 죠세이가쿠인                      |                                            | 마-쿤, 마사오                  | 남역 | 2016년   |                                             |
| 류 마사키       |      | 오사카부 히가시오사카시  | 죠세이가쿠인                      |                                            | 마-쿤, 마사오                  | 남역 | 2016년   |                                             |
| 華凜もゆる      |      | 홋카이도 삿포로시        | 홋카이도삿보로 아츠베츠고등학교   |                                            | 아스, 카린                     | 여역 | 2009년   |                                             |
| 카린 모유루     |      | 홋카이도 삿포로시        | 홋카이도삿보로 아츠베츠고등학교   |                                            | 아스, 카린                     | 여역 | 2009년   |                                             |
| 榎登也          |      | 카나가와현 미우라군      | 키요이즈미죠가쿠인                | 본가의 정원에 있는 큰 나무                 | 토-양, 토양                    | 남역 | 2009년   |                                             |
| 에노키 토야     |      | 카나가와현 미우라군      | 키요이즈미죠가쿠인                | 본가의 정원에 있는 큰 나무                 | 토-양, 토양                    | 남역 | 2009년   |                                             |
| 朋夏朱里        |      | 카고시마현 오오시마군    | 카고시마현립 오키에라부속고등학교 |                                            | 마리에, 슈리, 리마에           | 남역 | 2007년   |                                             |
| 토모가 슈리     |      | 카고시마현 오오시마군    | 카고시마현립 오키에라부속고등학교 |                                            | 마리에, 슈리, 리마에           | 남역 | 2007년   |                                             |
| 真灯かなた      |      | 도쿄도 토시마구          | 센조쿠가쿠엔대학 부속 제1고등학교 | 성은 동기가 고안 이름은 "결말의 저편"      | 마토-, 카나타                  | 남역 | 2004년   |                                             |
| 마토 카나타     |      | 도쿄도 토시마구          | 센조쿠가쿠엔대학 부속 제1고등학교 | 성은 동기가 고안 이름은 "결말의 저편"      | 마토-, 카나타                  | 남역 | 2004년   |                                             |
| 麻月れんか      |      | 후쿠오카현 쿠루메시      | 후쿠오카현립 쿠루메고등학교       |                                            | 리코, 아츠키, 오니양           | 남역 | 2009년   |                                             |
| 아츠키 렌카     |      | 후쿠오카현 쿠루메시      | 후쿠오카현립 쿠루메고등학교       |                                            | 리코, 아츠키, 오니양           | 남역 | 2009년   |                                             |
| 衣咲真音        |      | 도쿄도 세타가야구        | 쇼인고등학교                      |                                            | 이사키 나츠 마오토             | 남역 | 2009년   |                                             |
| 이사키 마오토   |      | 도쿄도 세타가야구        | 쇼인고등학교                      |                                            | 이사키 나츠 마오토             | 남역 | 2009년   |                                             |
| 彩みづ希        |      | 도쿄도 시나가와구        | 일본여자대학부속고등학교          |                                            | 후우, 후-칭                    | 남역 | 2006년   | 엄마 미야 카오루 (55)                       |
| 아야 미즈키     |      | 도쿄도 시나가와구        | 일본여자대학부속고등학교          |                                            | 후우, 후-칭                    | 남역 | 2006년   | 엄마 미야 카오루 (55)                       |
| 純花まりい      |      | 도쿄도 나카노구          | 나카노구립제10중학교              |                                            | 마리, 무스메                   | 여역 | 2009년   |                                             |
| 준카 마리이     |      | 도쿄도 나카노구          | 나카노구립제10중학교              |                                            | 마리, 무스메                   | 여역 | 2009년   |                                             |
| 千尋悠          |      | 도쿄도 나카노구          | 도쿄도립후지고등학교              |                                            | 우타코, 칫히-                  | 남역 | 2005년   |                                             |
| 치히로 유우     |      | 도쿄도 나카노구          | 도쿄도립후지고등학교              |                                            | 우타코, 칫히-                  | 남역 | 2005년   |                                             |
| 草風なな        |      | 시즈오카현 하마마츠시    | 하마마츠카이세이칸고등학교        |                                            | 나나                           | 여역 | 2007년   |                                             |
| 쿠사카제 나나   |      | 시즈오카현 하마마츠시    | 하마마츠카이세이칸고등학교        |                                            | 나나                           | 여역 | 2007년   |                                             |
| 姿央みやび      |      | 나가노현 사쿠시          | 나가노현립노자와고등학교          |                                            | 미야비                         | 여역 | 2006년   |                                             |
| 시오 미야비     |      | 나가노현 사쿠시          | 나가노현립노자와고등학교          |                                            | 미야비                         | 여역 | 2006년   |                                             |
| 岬麗            |      | 미야자키현 케센누마시    | 미야자키현립 카나에가우라고등학교 |                                            | 준                             | 남역 | 2007년   |                                             |
| 미사키 레이     |      | 미야자키현 케센누마시    | 미야자키현립 카나에가우라고등학교 |                                            | 준                             | 남역 | 2007년   |                                             |
| 音海ゆうま      |      | 오사카부 오사카시 츄오구 | 쇼오인고등학교                    |                                            | 유우마, 웃다-, 오토미          | 남역 | 2005년   |                                             |
| 오토미 유우마   |      | 오사카부 오사카시 츄오구 | 쇼오인고등학교                    |                                            | 유우마, 웃다-, 오토미          | 남역 | 2005년   |                                             |